# Berencsfalu
Berencsfalu (1891-ig Prencsfalu, szlovákul: Prenčov, németül: Preitzdorf) község Szlovákiában, a Besztercebányai kerületben, a Selmecbányai járásban.

## Fekvése
Selmecbányától 13 km-re délre, a Selmeci-hegység délkeleti részén, 325 m magasan, a Selmec-patak partján fekszik. Áthalad rajta a Selmecbányát Hontnémetivel (12 km) összekötő 525-ös út.
Nyugatról Béld, északról Illés és Szentantal, északkeletről Zsibritó, keletről Hontkirályfalva, délről pedig Hontnémeti községekkel határos.

## Története
1266-ban "villa Princh" néven említik először. A falu szlovák neve középkori nevéből származik. 1285-ben "Perendfolua", 1342-ben "Princhfolua", 1387-ben "Perenchfalua", 1455-ben "Prinstorff" néven említi írott forrás. 1290-ben birtokosa a Hont-Pázmány nembeli Ders ispán fia lett. 1390-ben a csábrági váruradalom része lett. 1476-ban 32 birtokos volt a faluban, akik közül fennmaradt a Buzás, Hrankó és Molnár családok neve. 1483-ban a Horváth család lépett birtokba.
1511-ben Bakócz Tamás esztergomi érsek birtokába került. 1540-ben a szitnyai váruradalom jelenik meg a birtokosok között, akkor 30 ház áll a faluban, ezen kívül öt zsellérház, három malom, plébániatemplom és temető is van. 1556-ra 20 új ház épült fel. 1558-ban 20 jobbágytelke volt. 1602-ben 13 lakatlan ház állt a településen. 1629-ben a Koháryak, később a Coburgok szereznek itt birtokot. 1630-ban lakói főként mezőgazdasággal, erdei munkával foglalkoztak, de a faluban volt kovács, mészáros, fazekas és molnár is. 1655 és 1667 között a nyitrai és a tapolcsányi helyőrségek császári csapatai többször is kifosztották a falut. 1715-ben malma és 52 háztartása volt. 1751-ben 136 paraszt, 12 zsellér és 16 nincstelen élt a faluban. 1828-ban 184 házban 1104 lakos élt. Lakói fuvarozással, fazekassággal, gabonakereskedéssel foglalkoztak. Járt a faluban Petőfi Sándor is. 1848-ban Pongrácz László zászlóaljparancsnok megszállta hegyszorost, ezzel megmentve a honvédsereget a bekerítéstől.
Vályi András szerint "PRENCSFALU. Prencsdorf. Prencsov. Tót falu Hont Vármegyében, földes Ura Gróf Koháry Uraság, lakosai katolikusok, fekszik Selmetzhez másfél mértföldnyire, holott piatza van, határja meglehetős, vagyonnyaikat jól eladhattyák, második osztálybéli."
Fényes Elek szerint "Prencsfalu, (Prencsov), tót falu, Honth vmegyében, Ut. p. Selmecztől délre 2 mfd. 591 kath., 571 evang. lak., kik fuvarozásból, és gabona kereskedésből élnek. Kath. és evang. anyatemplomok. F. u. h. Coburg."
A trianoni békeszerződésig Hont vármegye Korponai járásához tartozott.

## Népessége
| Év:            | 1994. | 2004. | 2014.   | 2024.   |
| -------------- | ----- | ----- | ------- | ------- |
| Emberek száma: | 625   | 625   | 664     | 614     |
| Eltérés:       |       | +0 %  | +6,24 % | -7,53 % |

| Év:            | 2023. | 2024.   |
| -------------- | ----- | ------- |
| Emberek száma: | 625   | 614     |
| Eltérés:       |       | -1,76 % |

1910-ben 758, túlnyomórészt szlovák anyanyelvű lakosa volt.
2001-ben 617 lakosából 608 szlovák volt.
2011-ben 596 lakosából 556 szlovák volt.

## Neves emberek
- Itt született 1843-ban Podhragyay Pál prépost-plébános.
- Itt született 1854-ben Szitnyai Elek állami főgimnáziumi tanár, filozófus, a Magyar Filozófiai Társaság titkára.
- Ide is elvándorolt Petőfi Sándor.

## Nevezetességei
- Római katolikus temploma 1736-ban épült barokk stílusban.
- Evangélikus temploma 1900-ban épült.
- Klasszicista kápolnája a 19. század első felében épült.
- A Szent István király szobrot 1821-ben emelték.
- A faluban jellegzetes, díszített kő ablakkeretes, festett oromzatú népi építésű házak állnak.